# Joan de Prades

Escut d'Armes de Joan de Prades

Joan d'Aragó i de Foix o Joan I de Prades (1335 - 1414), senescal de Catalunya i comte de Prades i baró d'Entença (1358-1414). Candidat al tron de la Corona d'Aragó durant el Compromís de Casp, després de la mort del seu germà gran Alfons IV de Ribagorça.
Fill del comte Pere I d'Empúries i Joana de Foix.

## Matrimoni i descendents
Es casà amb Sança Eiximenis d'Arenós. Fills:
- Pere de Prades (1352-1395), baró d'Entença
- Jaume de Prades, Jacopo, conestable de Sicília, baró de Caccami; casat en primeres núpcies amb una Montcada, baronessa d'Escalafany, i en segons núpcies amb la seva cosina, Elionor de Villena-Ribagorça-Aragó
- Lluís de Prades (?-1429), bisbe de Tortosa
- Constança de Prades, morta jove
- Elionor de Prades, morta jove
- Timbor de Prades (1370-v1425), casada el 1385 amb el vescomte Bernat IV de Cabrera